# Gyrus angularis

Der Gyrus angularis schlingt sich um das Ende des Sulcus temporalis superior.

Der Gyrus angularis ist eine Windung (von griechisch Gyrus „Windung“ und lateinisch angularis „winklig“) der Großhirnrinde am hinteren Ende des Sulcus temporalis superior. Er entspricht dem Brodmann-Areal 39. Dort treffen anatomisch Scheitel-, Schläfen- und Hinterhauptlappen aufeinander.

## Anatomische Lage
Der Gyrus angularis wird dem Scheitellappen zugerechnet. Stirnseitig (frontal) wird er durch den Gyrus supramarginalis (Brodmann-Areal 40), den Gyrus temporalis superior und den Gyrus temporalis medius begrenzt, okzipital (hinten) durch die tertiäre Sehrinde (Brodmann-Areal 19) und zum Scheitel hin durch den Lobulus parietalis inferior.

## Blutversorgung
Der Gyrus angularis wird von der Arteria gyri angularis und einem Endast der Arteria parietalis posterior, beides Äste der Arteria cerebri media, versorgt. Die (seltene) isolierte Infarzierung dieser Blutgefäße führt entsprechend zum sogenannten Angularis-Syndrom. Auch Blutungen, Tumoren, Entzündungen, Verletzungen und ähnliche Schädigungen können ursächlich sein.

## Funktion
Der Gyrus angularis gehört zu den höheren Assoziationsarealen der Großhirnrinde. Er spielt eine entscheidende Rolle in der Vernetzung höherer Seh- und Hör-Zentren mit höheren sensorischen und motorischen Arealen. Somit ist er an Funktionen wie Schreiben, Lesen und Rechnen entscheidend beteiligt. Doch auch höhere menschliche kognitive Leistungen wie die Fähigkeit zu Abstraktion werden ihm zugerechnet. Eine Schädigung des Gyrus angularis äußert sich gemäß seiner Funktion meist in einer Störung des Lesens (Alexie) und/oder Schreibens (Agraphie). Weiterhin sind die Betroffenen meist unfähig, Dinge, die sie sehen, mit einem bestimmten Begriff in Verbindung zu bringen und sie damit zu benennen.